# Còssifa d'Archer
El còssifa d'Archer (Cossypha archeri; syn: Dessonornis archeri) és una espècie d'ocell paseriforme de la família dels muscicàpids. És endèmica de l'oest de la regió dels Grans Llacs d'Àfrica (Burundi, República Democràtica del Congo, Ruanda i Uganda). El seu hàbitat principal són els boscos de muntanya de la falla Albertina. El seu estat de conservació és considerat de risc mínim.
El nom específic d'Archer fa referència a Sir Geoffrey Francis Archer (1882-1964), explorador britànic, governador de la Somalilàndia britànica i governador general del Sudan.

## Taxonomia
Segons el Handook of the Birds of the World i la quarta versió de la BirdLife International Checklist of the birds of the world (Desembre 2019), aquest tàxon estaria classificat dins del gènere Dessonornis. Tanmateix, altres obres taxonòmiques, com la llista mundial d'ocells del Congrés Ornitològic Internacional (versió 11.2, juliol 2021), no reconeixen aquest gènere i consideren les espècies que el componen dins del gènere Cossypha.